# Long Live Heavy Metal
Long Live Heavy Metal peti je i posljednji studijski album kanadskog heavy metal sastava 3 Inches of Blood. Album je objavljen 23. ožujka 2012. godine, a objavila ga je diskografska kuća Century Media Records. Ovo je ujedno drugi album koji objavljuje Century Media Records i na kojem vrišteće vokale ne pjeva Jamie Hooper.

## Popis pjesama
| 1.    | »Metal Woman«                            | 4:48 |
| 2.    | »My Sword Will Not Sleep«                | 4:37 |
| 3.    | »Leather Lord«                           | 3:57 |
| 4.    | »Chief and the Blade« (instrumental)     | 2:27 |
| 5.    | »Dark Messenger«                         | 4:07 |
| 6.    | »Look Out«                               | 5:29 |
| 7.    | »4000 Torches«                           | 4:16 |
| 8.    | »Leave It on the Ice«                    | 3:34 |
| 9.    | »Die for Gold (Upon the Boiling Sea IV)« | 4:03 |
| 10.   | »Storming Juno«                          | 4:24 |
| 11.   | »Men of Fortune«                         | 7:35 |
| 12.   | »One for the Ditch« (instrumental)       | 3:31 |
| 52:48 |                                          |      |

## Zasluge
3 Inches of Blood
- Cam Pipes – čisti vokali
- Justin Hagberg – vrišteći vokali, glavna gitara, ritam gitara, bas-gitara
- Shane Clark – glavna gitara, ritam gitara, bas-gitara
- Ash Pearson – bubnjevi, udaraljke

Dodatni glazbenici
- Alia O'Brien – flauta

Ostalo osoblje
- Omer Cordell – fotografija
- Sho Murray – produciranje, inženjering
- Josh Asselstine – inženjering
- Greg Reely – miksanje, mastering
- Kim Thiessen - omot albuma
- Sam Turner - ilustracije
- Aaron Aubrey - fotografija